# سی‌پی‌جی اولیگودئوکسی‌نوکلئوتید

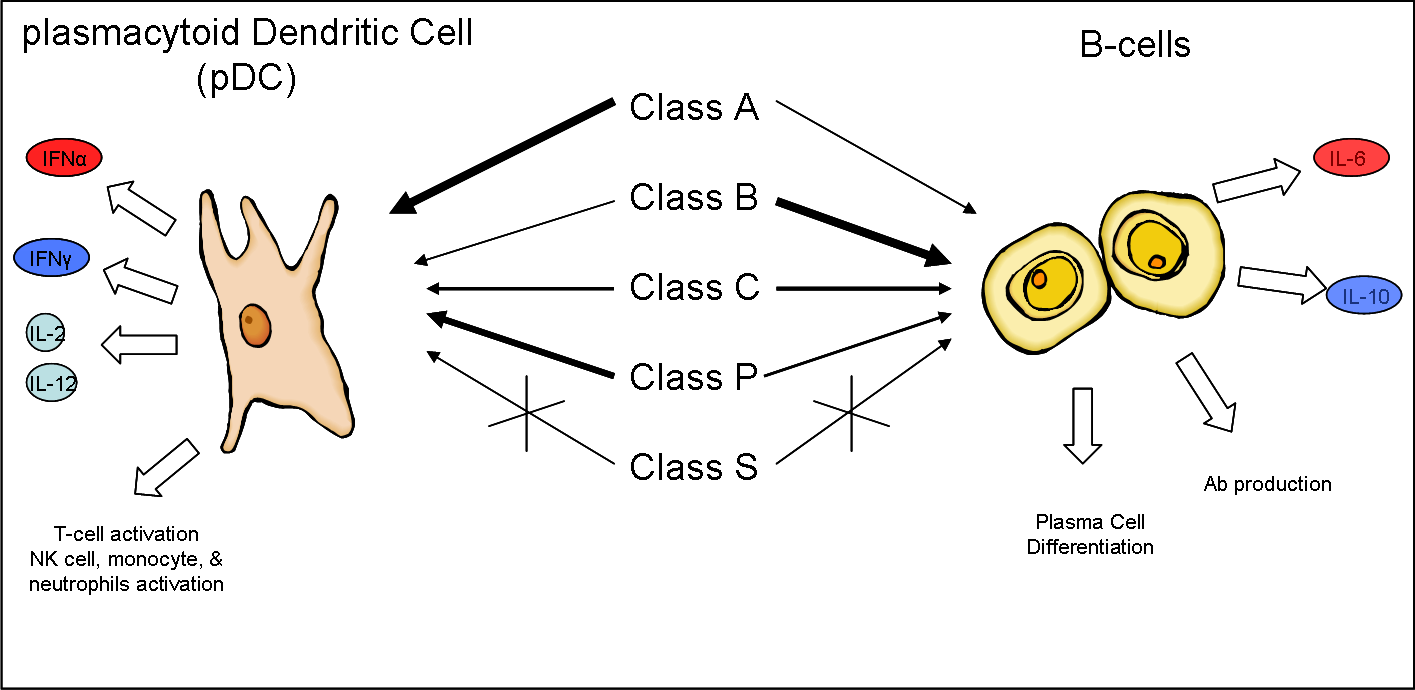
انواع مختلف اولیگودئوکسی‌نوکلئوتیدها، پاسخ‌های مختلفی در در لنفوسیت‌های بی و سلول‌های دندریتیک پلاسماسیتوئید (pDCs) ایجاد می‌کنند.

سی‌پی‌جی اولیگودئوکسی‌نوکلئوتید (انگلیسی: CpG oligodeoxynucleotide) یا سی‌پی‌جی اوان‌دی (CpG ODN) یک مولکول دی‌ان‌ای تک‌رشته‌ای کوتاه است که حاوی یک دئوکسی ریبونوکلئوتید سیتوزین تری‌فسفات ("C") و یک دئوکسی ریبونوکلئوتید گوانین تری‌فسفات ("G") است. "p" هم اشاره به پیوند فسفودی‌استر میان دو نوکلئوتید متوالی دارد، گرچه برخی اولیگودئوکسی‌نوکلئوتید بجای این پیوند فسفودی‌استر، یک پیوند تیوفسفات تعدیل‌شده دارند. هنگامی که عامل متیل از این موتیف‌های سی‌پی‌جی گرفته شود، این ماده همچون ماده‌ای محرک دستگاه ایمنی عمل می‌کند. موتیف‌های سی‌پی‌جی به سبب فراوانی‌شان در ژنوم میکروب‌ها و حضور نادرشان در ژنوم مهره‌داران، نوعی الگوی ملکولی وابسته به پاتوژن (PAMPs) محسوب می‌شوند. «الگوی ملکولی وابسته به پاتوژن سی‌پی‌جی» (CpG PAMP) توسط گیرنده شناسایی الگوی TLR9 شناسایی می‌شود که اساساً تنها در لنفوسیت‌های بی و سلول‌های دندریتیک پلاسماسیتوئید (pDCs) در انسان و سایر میمونان بیان می‌شود.

## تاریخچه
از سال ۱۸۹۳ میلادی می‌دانستند که «سَـم کولی» (Coley's toxin) که مخلوطی از لیزات‌های باکتری‌هاست، خواص تحریک دستگاه ایمنی را داراست و می‌تواند پیشرفت برخی از انواع کارسینوما را آهسته کند، اما تا سال ۱۹۸۳ طول کشید تا توکوناگا و همکارانش دریابند که دی‌ان‌ای باکتری جزء اصلی لیزات در تحریک سیستم ایمنی است. سپس در سال ۱۹۹۵، کریگ و همکاران ثابت کردند موتیف سی‌پی‌جی در درون دی‌ان‌ای باکتری‌ها، عامل اصلی تحریک دستگاه ایمنی است و یک سی‌پی‌جی اولیگودئوکسی‌نوکلئوتید صناعی ساختند. از آن پس، این مولکول‌ها تحت بررسی و پژوهش‌های گسترده بودند، چرا که قادرند پاسخ پیش‌التهابی نوع ۱ را ایجاد کنند و می‌توان از آنها برای ساخت ادجوان‌های واکسن استفاده کرد.

## طبقه‌بندی

### کلاس A
نخستین نمونهٔ این گروه با نام ODN 2216 در سال ۲۰۰۱ میلادی توسط گروگ و همکارانش توصیف شد. این کلاس از اولیگودئوکسی‌نوکلئوتیدها، محرک تولید حجم زیادی از اینترفرون نوع ۱ به‌ویژه اینترفرون آلفاست. کلاس A همچنین از طریق سیگنالینگ غیرمستقیم سیتوکین، محرکِ قویِ ترشح یاخته کشنده طبیعی است.

#### ویژگی‌های ساختاری کلاس A
- حضور توالی چندگانه گوانین در انتهای ۵' یا ۳' یا هر دو
- داشتن یک توالی پالیندرومی درونی
- حضور دی‌نوکلئوتیدهای گوانین‌سیتوزین (GC) در توالی پالیندرومی درونی
- داشتن یک ستون ناکامل مستحکم‌کنندهٔ تیوفسفات تعدیل‌شده

### کلاس B
کریگ و همکارانش در سال ۱۹۹۵ برای تخستین بار این کلاس از اولیگودئوکسی‌نوکلئوتیدها را شرح دادند که محرک قوی لنفوسیت‌های بی و همچنین محرک بلوغ مونوسیت‌ها و تا حدودی سلول‌های دندریتیک پلاسماسیتوئید هستند

#### ویژگی‌های ساختاری کلاس B
- یک یا چند توالی ۶ حرفی موتیف سی‌پی‌جی (5'-Pu Py C G Py Pu-3')
- داشتن یک ستون کامل مستحکم‌کنندهٔ تیوفسفات تعدیل‌شده
- طول مولکول در حدود ۱۸ تا ۲۸ نوکلئوتید

قوی‌ترین اولیگودئوکسی‌نوکلئوتید در این کلاس، دارای ۶ توالی ۶ حرفی است. مطالعات فراونی بر روی این کلاس از اولیگودئوکسی‌نوکلئوتیدها انجام شده‌است چرا که محرک قوی ایمنی هومورال هستند و به همین سبب، موادی ایدئال برای ساخت اَدجوان‌های واکسن محسوب می‌شوند.